# Jewgenija Anatoljewna Schapowalowa
Jewgenija Anatoljewna Schapowalowa (russisch Евгения Анатольевна Шаповалова; * 15. Juni 1986 in Nischni Tagil, RSFSR) ist eine ehemalige russische Skilangläuferin.

## Leben und Karriere
Ihren ersten Einsatz im Skilanglauf-Weltcup hatte Schapowalowa in der Saison 2006/07 in Düsseldorf. Wo sie jedoch als 48. die Qualifikation für die Finalläufe im Sprintwettbewerb deutlich verpasste. Einen Monat später qualifizierte sie sich in Kuusamo erstmals für die Finalläufe in einem Weltcup-Wettbewerb und konnte als 13. ihre ersten Weltcup-Punkte gewinnen. In Otepää erreichte sie im Sprint, der in der klassischen Technik, ausgetragen wurde, erstmals das A-Finale und ersprintete sich mit Platz drei ihren ersten Podestplatz. Im chinesischen Changchun gelang ihr zwei Wochen vor der Nordischen Skiweltmeisterschaft 2007 ihr erster Weltcup-Sieg. Auch in Sapporo qualifizierte sie sich für die Finalläufe, schied aber im Viertelfinale aus und belegte den 19. Platz. Im Teamsprint erreichte sie zusammen mit Natalja Matwejewa den zwölften Platz. Am Ende der Saison belegte sie den neunten Platz in der Gesamtwertung der Sprint-Wettbewerbe des Weltcups. Auch in der Saison 2007/08 gelangen Schapowalowa gute Resultate in den Sprintwettbewerben. Unter anderem wurde sie Sechste in Kuusamo und zusammen mit Matwejewa Dritte im Teamsprint in Liberec. Bei den U23-Weltmeisterschaften in Mals belegte sie den 18. Platz. In der darauf folgenden Saison konnte sie die Leistungen der vergangenen Jahre bestätigen. Bei den Nordischen Skiweltmeisterschaften 2009 in Liberec wurde sie jedoch nicht für den Einzelsprint nominiert. Im Teamsprint erreichte sie zusammen mit Matwejewa den Finallauf und belegte am Ende den neunten Platz. Beim ersten Sprintwettbewerb der Saison 2009/10 in Kuusamo gelang ihr der Einzug ins Finale, wo sie am Ende den fünften Platz erkämpfen konnte. Bei den Olympischen Winterspielen 2010 in Vancouver errang sie den 28. Platz im Sprint. In den folgenden Jahren errang sie meist Platzierungen im Mittelfeld. Bei den nordischen Skiweltmeisterschaften 2013 im Val di Fiemme kam sie auf den 27. Platz im Sprint. In der Saison 2013/14 erreichte sie beim Weltcuprennen in Nove Mesto zusammen mit Julija Iwanowa den dritten Platz im Teamsprint. Bei den Olympischen Winterspielen 2014 in Sotschi belegte sie den 28. Rang im Sprint. Die Tour de Ski 2015 beendete sie auf dem 29. Platz in der Gesamtwertung. Bei den nordischen Skiweltmeisterschaften 2015 in Falun errang sie den 21. Platz im Sprint.
Im November 2017 wurde Schapowalowa wegen Dopings lebenslang für Olympische Spiele gesperrt. In der Saison 2019/20 gewann sie mit fünf ersten und je einen zweiten und dritten Platz, die Gesamtwertung des Eastern-Europe-Cups.

## Erfolge

### Weltcupsiege im Einzel
| Nr. | Datum            | Ort       | Disziplin        |
| --- | ---------------- | --------- | ---------------- |
| 1.  | 15. Februar 2007 | Changchun | Sprint klassisch |

### Siege bei Continental-Cup-Rennen
| Nr. | Datum             | Ort            | Disziplin        | Serie              |
| --- | ----------------- | -------------- | ---------------- | ------------------ |
| 1.  | 24. Dezember 2009 | Krasnogorsk    | Sprint Freistil  | Eastern Europe Cup |
| 2.  | 2. März 2013      | Syktywkar      | Sprint klassisch | Eastern Europe Cup |
| 3.  | 23. Februar 2019  | Syktywkar      | 10 km klassisch  | Eastern Europe Cup |
| 4.  | 29. November 2019 | Werschina Tjoi | Sprint klassisch | Eastern Europe Cup |
| 5.  | 3. Dezember 2019  | Werschina Tjoi | 10 km klassisch  | Eastern Europe Cup |
| 6.  | 9. Februar 2020   | Syktywkar      | Sprint klassisch | Eastern Europe Cup |
| 7.  | 27. Februar 2020  | Kononowskaja   | Sprint klassisch | Eastern Europe Cup |

## Platzierungen im Weltcup

### Weltcup-Statistik
Die Tabelle zeigt die erreichten Platzierungen im Einzelnen.
- 1.–3. Platz: Anzahl der Podiumsplatzierungen
- Top 10: Anzahl der Platzierungen unter den ersten zehn
- Punkteränge: Anzahl der Platzierungen innerhalb der Punkteränge
- Starts: Anzahl gelaufener Rennen in der jeweiligen Disziplin
- Hinweis: Bei den Distanzrennen erfolgt die Einordnung gemäß FIS.

| Platzierung         | Distanzrennen a | Distanzrennen a | Distanzrennen a | Distanzrennen a | Distanzrennen a | Skiathlon Verfolgung | Sprint | Etappen- rennen b | Gesamt | Team   | Team    |
| Platzierung         | ≤ 5 km          | ≤ 10 km         | ≤ 15 km         | ≤ 30 km         | > 30 km         | Skiathlon Verfolgung | Sprint | Etappen- rennen b | Gesamt | Sprint | Staffel |
| ------------------- | --------------- | --------------- | --------------- | --------------- | --------------- | -------------------- | ------ | ----------------- | ------ | ------ | ------- |
| 1. Platz            |                 |                 |                 |                 |                 |                      | 1      |                   | 1      |        |         |
| 2. Platz            |                 |                 |                 |                 |                 |                      | 1      |                   | 1      |        |         |
| 3. Platz            |                 |                 |                 |                 |                 |                      | 1      |                   | 1      | 2      |         |
| Top 10              | 1               |                 |                 |                 |                 |                      | 12     |                   | 13     | 11     | 2       |
| Punkteränge         | 3               | 3               |                 |                 |                 | 2                    | 59     |                   | 67     | 13     | 3       |
| Starts              | 6               | 12              |                 | 1               |                 | 7                    | 81     | 4                 | 111    | 13     | 3       |
| Stand: Karriereende |                 |                 |                 |                 |                 |                      |        |                   |        |        |         |

### Weltcup-Gesamtplatzierungen
| Saison  | Gesamt | Gesamt | Distanz | Distanz | Sprint | Sprint |
| Saison  | Punkte | Platz  | Punkte  | Platz   | Punkte | Platz  |
| ------- | ------ | ------ | ------- | ------- | ------ | ------ |
| 2006/07 | 216    | 23.    | 13      | 61.     | 203    | 9.     |
| 2007/08 | 109    | 40.    | -       | -       | 109    | 25.    |
| 2008/09 | 96     | 48.    | -       | -       | 96     | 28.    |
| 2009/10 | 122    | 53.    | -       | -       | 122    | 22.    |
| 2010/11 | -      | -      | -       | -       | -      | -      |
| 2011/12 | 49     | 63.    | 10      | 65.     | 39     | 44.    |
| 2012/13 | 160    | 41.    | 1       | 87.     | 159    | 16.    |
| 2013/14 | 98     | 51.    | 7       | 77.     | 91     | 24.    |
| 2014/15 | 158    | 42.    | 48      | 44.     | 102    | 22.    |
| 2015/16 | 74     | 48.    | 5       | 74.     | 69     | 30.    |
| 2016/17 | 31     | 76.    | -       | -       | 31     | 45.    |
| 2017/18 | 32     | 78.    | -       | -       | 32     | 49.    |
| 2018/19 | 42     | 74.    | -       | -       | 42     | 37.    |
| 2019/20 | 12     | 91.    | -       | -       | 12     | 63.    |